# Camenta longiclava
Camenta longiclava är en skalbaggsart som beskrevs av Brenske 1897. Camenta longiclava ingår i släktet Camenta och familjen Melolonthidae. Inga underarter finns listade.